# 高平村 (福島県)
高平村（たかひらむら）は、昭和29年（1954年）まで福島県相馬郡の中部に存在していた村。現在の南相馬市原町区の北東部にあたる。

## 地理
- 河川：新田川

## 沿革
- 明治22年（1889年）4月1日 - 町村制施行にともない、上高平村・下高平村・上北高平村・下北高平村・泉村・北泉村・金沢村の計7か村が合併して行方郡高平村が発足。
- 明治29年（1896年）4月1日 - 行方郡と宇多郡が合併して相馬郡が発足。相馬郡高平村となる。
- 昭和29年（1954年）3月20日 - 原町・太田村・大甕村と合併し、原町市となる。

## 行政
- 歴代村長

| 代 | 氏名       | 就任                      | 退任                       | 備考 |
| -- | ---------- | ------------------------- | -------------------------- | ---- |
| 1  | 脇本豹申   | 明治22年（1889年）8月1日  | 明治26年（1893年）7月9日   |      |
| 2  | 高野剛蔵   | 明治26年（1893年）7月10日 | 明治34年（1901年）7月9日   |      |
| 3  | 遠藤忠成   | 明治34年（1901年）7月10日 | 明治36年（1903年）12月28日 |      |
| 4  | 青田喜四郎 | 明治37年（1904年）1月12日 | 大正5年（1916年）1月12日   |      |
| 5  | 鈴木久太郎 | 大正5年（1916年）2月14日  | 大正5年（1916年）7月6日    |      |
| 6  | 青田喜四郎 | 大正5年（1916年）10月30日 | 大正9年（1920年）10月29日  | 再任 |
| 7  | 村田忠蔵   | 大正9年（1920年）10月30日 | 昭和8年（1933年）7月19日   |      |
| 8  | 紺野栄     | 昭和8年（1933年）8月12日  | 昭和18年（1943年）4月5日   |      |
| 9  | 伏見金秀   | 昭和18年（1943年）4月5日  | 昭和21年（1946年）5月15日  |      |
| 10 | 木幡要人   | 昭和22年（1947年）4月5日  | 昭和29年（1954年）3月19日  |      |

## 教育
- 高平村立高平小学校
- 高平村立高平中学校

## 交通

### 鉄道
- 国鉄常磐線 - 駅なし

### 道路
- 国道6号